# Cone parasita

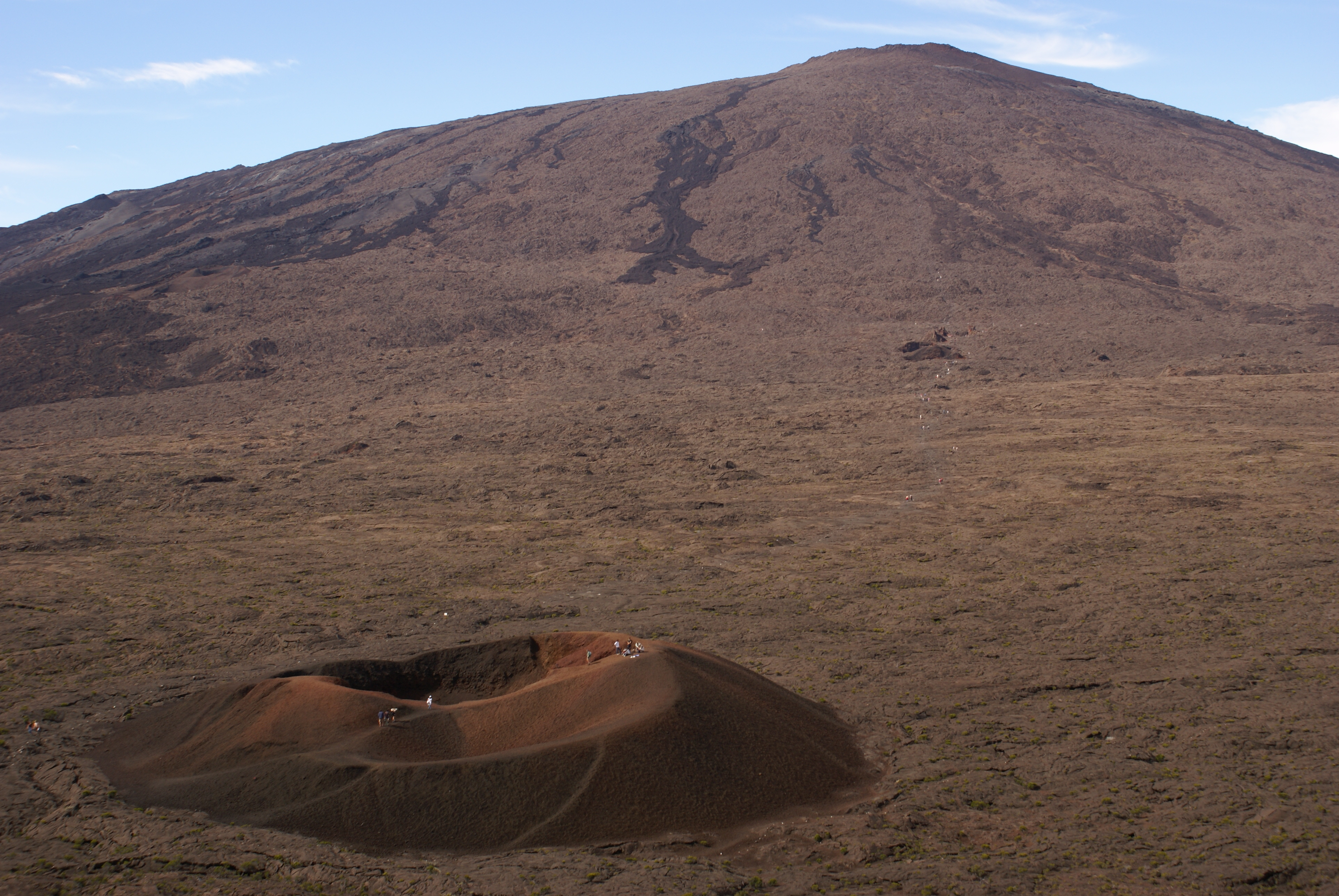
Cone parasita (em primeiro plano) com o cone principal maior ao fundo (Vulcão Piton de la Fournaise na ilha de Réunion).

Esboço mostrando a formação de um cone parasita (assinalado com 11) no flanco de um estratovulcão.

Cone parasita, também designado por cone adventício, vulcão de flanco ou cone satélite, é uma formação geológica em forma de cone constituída por material vulcânico que não foi emitido pela chamné central de um vulcão. Forma-se a partir de erupções que ocorrem ao longo de fraturas no flanco do vulcão principal. Estas fraturas ocorrem porque o flanco do vulcão é instável. Eventualmente, as fraturas atingem a câmara magmática e geram erupções chamadas erupções de flanco, que, por sua vez, produzem um cone parasita.

## Descrição
Os cones parasitas, ou vulcões de flanco, são geralmente cones vulcânicos menores que ficam nos flancos de um vulcão e são formados por erupções excêntricas do vulcão principal. Os vulcões de flanco geralmente são formados ao longo das chamadas linhas fissurais de erupção, zonas de falha na crusta que se estendem até à câmara magmática e através das quais o magma pode subir à superfície, formando um nova chaminé separada, às vezes por vários quilómetros, da chaminé central do edifício vulcânico.
Um cone parasita também pode ser formado a partir de um dique ou soleira que corte a superfície da câmara magmática central em área diferente da abertura central.
Um exemplo peculiar de múltiplos cones parasitas é a ilha de Jeju, na Coreia do Sul. Jeju apresenta 368 "oreums" (coreano: 오름; "montagem"), que formam uma linha aproximadamente lateral em ambos os lados do vulcão adormecido central da ilha, o vulcão escudo Hallasan. O maior vulcão da Europa, o Etna na Sicília, tem mais de 300 vulcões de flanco, que normalmente se alinham ao longo das principais zonas de falha que correm radialmente do terraço da cratera para o nordeste e sul.